# Rangos académicos en Argentina

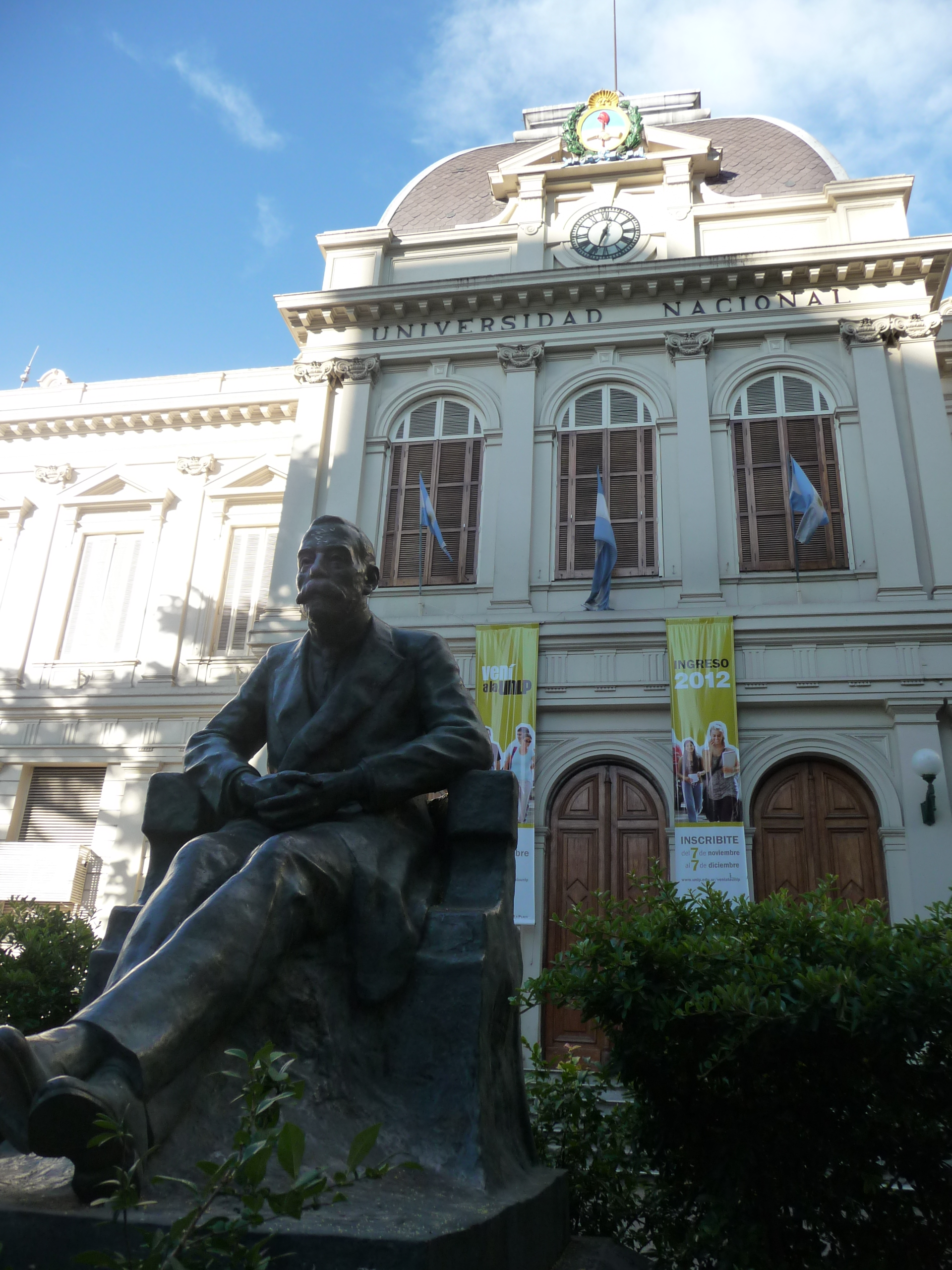
Edificio principal de la Universidad Nacional de La Plata, donde obtuvo su título académico en medicina René Favaloro, entre otros

Los rangos para el título de profesor son generalmente clasificado en tres: "concursado", "interino", o "suplente". En la mayoría de los casos, las clases son impartidas por un equipo de profesores ("cátedra"), formado por uno o dos profesores y auxiliares, que generalmente también funciona como un equipo de investigación. Independientemente de la posición de los rangos de los profesores en las universidades públicas (y también privadas), deben realizarse en una mesa examinadora y de clasificación. Este sistema de clasificación es la que se utiliza en la Universidad de Buenos Aires (la más grande de la Argentina, y de las más prominentes del mundo -clasificada # 66 en el mundo y # 8 en Latinoamérica ) y en la mayoría de las universidades públicas, pero no todos ellos; siendo autónomos, pueden elegir su propia escala. Las universidades privadas tienen su propio rango en cada caso, a veces basado en el sistema universitario público

## Clasificación
- Concursado: numerarios, seleccionados por un jurado compuesto por profesores numerarios o de autoridades con reputación en la materia, después de un proceso de selección que impliquen una formación académica en la evaluación pública de tesis doctoral.[3]
- Interino: no numerario, pero tiene estabilidad en su posición, el profesor es el propuesto por el director del departamento correspondiente – a veces después de los diferentes procesos de selección – y aceptado por el Concejo Directivo de la escuela correspondientes.
- Suplente: sustituto, contratado bajo el mismo proceso como interino.[3]

## Profesores
Los profesores (de la Universidad de Buenos Aires) son de las siguientes categorías: 
1. Profesores regulares.
  - Titulares plenarios, titulares y asociados;
  - Adjuntos.
2. Profesores consultos.
3. Profesores contratados e invitados.
4. Profesores eméritos y honorarios.  Con carácter ad honorem colaboran en la enseñanza los docentes autorizados y los docentes libres. Honorary Grado, el profesor tiene los mismos deberes y derechos como profesor titular.

## Profesores temporales
- Profesor Invitado
- Profesor Contratado (para un periodo específico)

## Auxiliares Docentes
- Jefe de Trabajos Prácticos
- Ayudante de Primera Categoría o Ayudante Graduado o Ayudante "A"
- Ayudante de Segunda Categoría o Ayudante Alumno / Ayudante B (para alumnos no graduados)[1]